# Biegi narciarskie na Mistrzostwach Świata w Narciarstwie Klasycznym 1938
Zawody w biegach narciarskich na XI Mistrzostwach świata w narciarstwie klasycznym odbyły się w dniach 24 lutego – 28 lutego 1938 w fińskim Lahti. Rozgrywano tylko biegi mężczyzn.

## Terminarz
| Data           | Miejscowość | Konkurencja                                           | Złoto                                                                            | Srebro                                                                  | Brąz                                                                       |
| -------------- | ----------- | ----------------------------------------------------- | -------------------------------------------------------------------------------- | ----------------------------------------------------------------------- | -------------------------------------------------------------------------- |
| 25 lutego 1938 | Lahti       | Bieg indywidualny mężczyzn na 18 km stylem klasycznym | Pauli Pitkänen                                                                   | Alfred Dahlqvist                                                        | Kalle Jalkanen                                                             |
| 27 lutego 1938 | Lahti       | Bieg indywidualny mężczyzn na 50 km stylem klasycznym | Kalle Jalkanen                                                                   | Alvar Rantalahti                                                        | Lars Bergendahl                                                            |
| 28 lutego 1938 | Lahti       | Bieg sztafetowy mężczyzn stylem klasycznym            | Finlandia · Jussi Kurikkala · Martti Lauronen · Pauli Pitkänen · Klaes Karppinen | Norwegia · Ragnar Ringstad · Olav Økern · Arne Larsen · Lars Bergendahl | Szwecja · Sven Hansson · Donald Johansson · Sigurd Nilsson · Martin Matsbo |

## Wyniki zawodów

### 18 km techniką klasyczną
- Data 25 lutego 1938

| Medal | Zawodnik           | Narodowość | Wynik   |
| ----- | ------------------ | ---------- | ------- |
|       | Pauli Pitkänen     | Finlandia  | 1:09:37 |
|       | Alfred Dahlqvist   | Szwecja    | 1:10:02 |
|       | Kalle Jalkanen     | Finlandia  | 1:10:56 |
| 4     | Martin Matsbo      | Szwecja    | 1:11:03 |
| 5     | Martti Lauronen    | Finlandia  | 1:11:19 |
| 6     | Jussi Kurikkala    | Finlandia  | 1:11:26 |
| 7     | Carl Pahlin        | Szwecja    | 1:11:33 |
| 8     | Olaf Hoffsbakken   | Norwegia   | 1:11:36 |
| 9     | Lars Back          | Szwecja    | 1:12:01 |
| 10    | Pekka Niemi        | Finlandia  | 1:12:07 |
| ...   |                    |            |         |
| 72    | Edward Nowacki     | Polska     | 1:16:58 |
| 112   | Stanisław Karpiel  | Polska     | 1:18:54 |
| 150   | Mieczysław Wnuk    | Polska     | 1:21:31 |
| 166   | Stanisław Wawrytko | Polska     | 1:24:18 |
| 171   | Stanisław Marusarz | Polska     | 1:25:25 |

### 50 km techniką klasyczną
- Data 27 lutego 1938

| Medal | Zawodnik         | Narodowość | Wynik   |
| ----- | ---------------- | ---------- | ------- |
|       | Kalle Jalkanen   | Finlandia  | 4:06:09 |
|       | Alvar Rantalahti | Finlandia  | 4:10:44 |
|       | Lars Bergendahl  | Norwegia   | 4:10:54 |
| 4     | Pekka Niemi      | Finlandia  | 4:14:08 |
| 5     | Klaes Karppinen  | Finlandia  | 4:14:14 |
| 6     | Toivo Tiainen    | Finlandia  | 4:16:43 |
| 7     | Jussi Kurikkala  | Finlandia  | 4:17:56 |
| 8     | Sulo Nurmela     | Finlandia  | 4:18:07 |
| 9     | Eero Markkanen   | Finlandia  | 1:18:56 |
| 10    | Kalle Heikkinen  | Finlandia  | 1:23:17 |

### Sztafeta 4×10km
- Data 28 lutego 1938

| Medal | Zawodnik                                                            | Narodowość     | Wynik   |
| ----- | ------------------------------------------------------------------- | -------------- | ------- |
|       | Jussi Kurikkala Martti Lauronen Pauli Pitkänen Klaes Karppinen      | Finlandia      | 2:38:42 |
|       | Ragnar Ringstad Olav Økern Arne Larsen Lars Bergendahl              | Norwegia       | 2:42:30 |
|       | Sven Hansson Donald Johansson Sigurd Nilsson Martin Matsbo          | Szwecja        | 2:43:05 |
| 4     | Adolf Freiburghaus Adi Gamma August Sonderegger Eric Soguel         | Szwajcaria     | 2:49:41 |
| 5     | Ernst Haberle Christian Merz Willy Bogner Herbert Leupold           | III Rzesza     | 2:53:04 |
| 6     | Giulio Gerardi Goffredo Baur Alberto Jammaron Vincenzo Demetz       | Włochy         | 2:53:09 |
| 7     | Cyril Musil Bohumil Kosour František Šimůnek Bohumil Musil          | Czechosłowacja | 3:01:09 |
| 8     | Mieczysław Wnuk Stanisław Wawrytko Stanisław Karpiel Edward Nowacki | Polska         | 3:03.52 |

## Klasyfikacja medalowa dla konkurencji biegowych MŚ
| #  | Reprezentacja | Złoto | Srebro | Brąz | Razem |
| -- | ------------- | ----- | ------ | ---- | ----- |
| 1. | Finlandia     | 3     | 0      | 0    | 3     |
| 2. | Norwegia      | 0     | 1      | 1    | 2     |
|    | Szwecja       | 0     | 1      | 1    | 2     |